# Lalla Hasna
Lalla Hasna (* 19. listopadu 1967, Rabat) je marocká princezna, dcera krále Hasana II.

## Život
Narodil se 19. listopadu 1967 v Rabatu jako dcera krále Hasana II. a princezny-manželky Lally Latify.
Navštěvovala Royal College (Rabat).
Od svého dětství byla zapojována do sociálních a kulturních aktivit.
Dne 13. prosince 1991 se vdala za kardiologa Dr. Khalila Benharbita. Spolu mají dvě dcery:
- Lalla Oumaima Benharbit (nar. 1995).
- Lalla Oulaya Benharbit (nar. 1997).

## Vyznamenání
- velkokříž Řádu Isabely Katolické – Španělsko, 22. září 1989 – udělil král Juan Carlos I.[1]
- velkokříž Řádu Leopolda II. – Belgie, 5. října 2004
- velkokříž Řádu aztéckého orla – Mexiko, 11. února 2005
- velkokříž Řádu trůnu – Maroko